# Khasiaclunea
Khasiaclunea  es un género de plantas con flores perteneciente a la familia de las rubiáceas. Incluye una sola especie: Khasiaclunea oligocephala (Havil.) Ridsdale (1978).
Es nativo de India hasta el norte de Birmania.